# Katalysatoraktivität
Die Aktivität a eines Katalysators (auch katalytische Aktivität genannt) ist ein Maß dafür, wie schnell ein Katalysator Edukte zu Produkten umsetzt.

## Homogene Katalyse
Von einer homogenen Katalyse wird gesprochen, wenn bei einer chemischen Reaktion der Katalysator und die Reaktanten im selben Aggregatzustand vorliegen.

## Heterogene Katalyse
Von einer heterogenen Katalyse wird gesprochen, wenn bei einer chemischen Reaktion der Katalysator und die reagierenden Stoffe in unterschiedlichen Aggregatzuständen vorliegen.
Beispiele: 
- Bei einer katalysierten Gasphasenreaktion liegt der Katalysator als feste Phase vor und das Reaktionsgemisch ist gasförmig.
- Bei einer 3-Phasenreaktion werden die gasförmigen und flüssigen Edukte mit Hilfe eines festen Katalysators umgesetzt.

## Biokatalyse
Die Enzymaktivität ist definiert als Stoffmenge Substratumsatz pro Zeit. Gängige Maßeinheiten sind:
- die klassische, 1961 eingeführte Enzymeinheit (Symbol U oder unit), definiert als ein Mikromol pro Minute (Sie hält sich bei Enzymologen hartnäckig: Reine Enzyme haben auf dieser Skala gut fassbare spezifische Aktivitäten, etwa zwischen 5 und 500 U/mg),
- die 1972 definierte SI-Einheit Katal (Symbol kat), definiert als ein Mol pro Sekunde.

Im Allgemeinen wird man zunächst die Enzymaktivität pro Volumen Lösung (d. h. die Volumenaktivität) bestimmen; diese kann als Änderungsrate der Produkt- oder Substratkonzentration in einer Umsetzungsreaktion (s. u.) ermittelt werden. Die Volumenaktivität ist wegen v = kcat·c ein Maß für die Enzymkonzentration, weshalb häufig Volumenaktivitäten angegeben werden, wenn eigentlich die Menge eines Enzyms in einer Probe von Interesse ist.
Ist die Massenkonzentration β des Enzyms in der Lösung bekannt (diese lässt sich in einer unbekannten Lösung am ehesten dann bestimmen, wenn die Lösung frei von anderen Proteinen ist), so lässt sich aus der Volumenaktivität die Aktivität pro Masse Enzym (d. h. die spezifische Aktivität) errechnen. Der aussagekräftigste Parameter, die molare Aktivität, auch Wechselzahl (engl. turnover number) genannt, erfordert darüber hinaus Kenntnis über die molare Masse M des Enzyms. Die Wechselzahl bezeichnet die Zahl der Substratmoleküle, die durch ein Enzymmolekül je Sekunde umgeschlagen werden und bewegt sich zwischen etwa 0,5 (Lysozym) und mehreren Millionen (Katalase).
|                         | Definition | Zusammenhänge | Zusammenhänge | Zusammenhänge | Zusammenhänge | alte Einheiten | neue Einheiten |
| ----------------------- | ---------- | ------------- | ------------- | ------------- | ------------- | -------------- | -------------- |
| Aktivität a             | Δn/Δt      |               | v·V           | s·m           | kcat·n        | U = µmol/min   | kat = mol/s    |
| Volumenaktivität v      | Δn/(Δt·V)  | a/V           |               | s·β           | kcat·c        | U/ml           | kat/l          |
| spezifische Aktivität s | Δn/(Δt·m)  | a/m           | v/β           |               | kcat/M        | U/mg           | kat/g          |
| Wechselzahl kcat        | Δn/(Δt·n)  | a/n           | v/c           | s·M           |               | U/mmol         | kat/mol = s−1  |

### Einflussfaktoren

Sättigungshyperbel, ermittelt durch Umsetzungsreaktionen mit unterschiedlichen Substratkonzentrationen

- Die Reaktion kann in der gewünschten Richtung nur ablaufen, wenn der Quotient aus Produktkonzentrationen und Eduktkonzentrationen unterhalb der Gleichgewichtskonstante für diese Reaktion liegt, und ist umso schneller, je weiter der Quotient von der Gleichgewichtskonstanten entfernt liegt.
- Die Enzymaktivität nähert sich mit steigender Substratkonzentration hyperbolisch einem Maximum an. Diejenige Substratkonzentration, bei der die halbmaximale Reaktionsgeschwindigkeit erreicht wird, heißt Michaeliskonstante (Km-Wert). Der Zustand halbmaximaler Reaktionsgeschwindigkeit wird dabei als derjenige Zustand gedeutet, in dem die Hälfte der Enzymmoleküle Substrat gebunden haben, sodass der Km-Wert ein Maß für die Affinität des Enzyms zum Substrat darstellt.
- Jedes Enzym hat entsprechend seinem Einsatzgebiet ein pH-Optimum und ein Temperaturoptimum. Das pH-Optimum kommt dadurch zustande, dass die Bindung oder Dissoziation von Protonen über das Bilden oder Auflösen elektrostatischer Bindungen die Tertiärstruktur verändert. Das Temperaturoptimum entsteht dadurch, dass die Reaktionsgeschwindigkeit nach der RGT-Regel mit der Temperatur steigt, aber mit zunehmender Temperatur auch zunehmend Enzymmoleküle denaturieren.

Die Messung von Enzymaktivitäten erfolgt üblicherweise unter standardisierten Bedingungen:
- keine Produkte in Lösung (d. h. die Messung erfolgt unmittelbar nach Ansetzen der Reaktion)
- Überschuss (d. h. Konzentrationen weit jenseits des jeweiligen Km-Werts) von Substrat und ggf. Kofaktoren, sodass das Enzym gesättigt ist, also alle Enzymmoleküle jederzeit Substrat und ggf. Kofaktoren gebunden haben.
- pH-Optimum. 25 °C entsprechend den biochemischen Standardbedingungen

### Umsetzungsreaktion
Die gewünschte Volumenaktivität ergibt sich als Änderungsrate der Produkt- oder Substratkonzentration über einen nicht zu langen Zeitraum unmittelbar nach Reaktionsbeginn:
{\displaystyle v={\frac {\Delta c}{\Delta t}}}
Zumeist ist die Messung der Produktentstehung (P-Fall) genauer durchzuführen als die des Substratverbrauchs (S-Fall), denn bei Sättigung stellt sich letztere als kleine Differenz großer Werte dar. Reaktionsprodukte misst man durch Trennverfahren, chemische Nachweisverfahren, spektroskopische (photometrische) oder fluorimetrische Messungen. Die spektroskopischen Verfahren ermöglichen eine kontinuierliche Registrierung des Substratumsatzes und sind – wenn anwendbar – immer vorzuziehen.
Wenn weder Produkte noch Edukte photometrisch erfasst werden können, ist durch einen zusammengesetzten enzymatischen Test die Kopplung an eine Indikatorreaktion möglich, bei der das Produkt der ursprünglichen Reaktion (der sogenannten Messreaktion) sofort durch ein weiteres Enzym unter Entstehung oder Verbrauch eines photometrisch nachweisbaren Stoffes umgesetzt wird.

### Katalytische Effizienz: Das Wechselspiel aus Aktivität und Affinität
Die Michaelis-Menten-Theorie beschreibt die Enzymkatalyse in zwei Schritten: 1. Bildung des Enzym-Substrat-Komplexes, 2. chemische Reaktion. Die Reaktionsgeschwindigkeit beträgt in diesem Modell v = kcat×[ES]. Da der Reaktionsbeginn betrachtet wird, zu dem noch kein Produkt vorhanden ist, kann die Rückreaktion des Produktes vernachlässigt werden.
{\displaystyle E+S{\underset {k_{\text{−1}}}{\overset {k_{1}}{\rightleftharpoons }}}ES{\overset {k_{\text{cat}}}{\rightarrow }}P+E}
[E]ges bezeichnet die Gesamtkonzentration des Enzyms, [ES] die Konzentration des Enzym-Substrat-Komplexes, [E] die Konzentration des freien Enzyms und [S] die Konzentration des freien Substrats. Bei einer Messung der Enzymaktivität unter Sättigungsbedingungen ist so viel Substrat vorhanden, dass praktische alle Enzymmoleküle im ES-Komplex vorliegen: [ES] = [E]ges. Die Reaktionsgeschwindigkeit ist in diesem Fall maximal, sie beträgt vmax = kcat×[E]ges und hängt damit (neben der Gesamtenzymkonzentration) nur von der Wechselzahl ab.
Unter physiologischen Bedingungen sind allerdings die wenigsten Enzyme mit Substrat gesättigt, sodass die Reaktionsgeschwindigkeit nicht nur davon abhängt, wie schnell die Enzymmoleküle im ES-Komplex ihr Substrat umsetzten (ausgedrückt durch die Wechselzahl), sondern auch davon, wie groß der Anteil der Enzymmoleküle ist, die überhaupt im ES-Komplex vorliegen. Letzteres ist abhängig von der Affinität des Enzyms für sein Substrat, die durch den Km-Wert beschrieben wird. Die Reaktionsgeschwindigkeit lässt sich damit durch die Michaelis-Menten-Gleichung angeben:
{\displaystyle v={\frac {v_{\text{max}}\cdot [S]}{K_{\text{m}}+[S]}}}
Ersetzt man vmax durch kcat×[E]ges und nimmt an, dass [S] sehr viel kleiner ist als Km, sodass [S] im Nenner vernachlässigt werden kann, vereinfacht sich die Gleichung zu:
{\displaystyle v={\frac {k_{\text{cat}}}{K_{\text{m}}}}[E]_{\text{ges}}[S]}
Bei Substratkonzentrationen weit unter dem Km-Wert hängt die enzymatische Umsatzgeschwindigkeit also vom Quotienten kcat/Km ab: Je höher die Wechselzahl und je höher die Affinität (d. h. je kleiner der Km-Wert) eines Enzyms für sein Substrat ist, desto größer ist seine katalytische Effizienz. Eine graphische Abschätzung dieses Parameters ergibt sich durch Anlegen einer Tangente an den Ursprung der Sättigungshyperbel, denn deren Steigung entspricht vmax/Km, oder, bei entsprechender Skalierung, kcat/Km.

#### Obere Grenze fürkcat/Km
Ersetzt man Km gemäß der strengen Definition der Michaeliskonstante durch (k−1+kcat)/k1, zeigt sich, dass kcat/Km niemals größer als k1 werden kann:
{\displaystyle {\frac {k_{\text{cat}}}{K_{\text{m}}}}={\frac {k_{\text{cat}}}{k_{\text{−1}}+k_{\text{cat}}}}\cdot k_{1}<k_{1}}
k1 ist die Geschwindigkeitskonstante für die Entstehung des ES-Komplexes. Ein ES-Komplex kann nur entstehen, wenn Enzym und Substrat in der Lösung durch Diffusion zufällig aufeinandertreffen. Die Diffusionsgeschwindigkeit begrenzt k1 (und damit auch kcat/Km) auf 108 bis 109 mol−1·l·s−1. Enzyme, die diese katalytische Effizienz erreichen, heißen kinetisch perfekt; jeder zufällige Substratkontakt führt bei ihnen zur Reaktion. Die Existenz solcher Enzyme ist insofern bemerkenswert, als das aktive Zentrum nur einen kleinen Teil eines Enzymmoleküls ausmacht.
Um die Effizienz darüber hinaus steigern zu können, entstanden im Verlaufe der Evolution multifunktionelle Enzyme sowie Multienzymkomplexe, wodurch Substrate und Produkte auf das begrenzte Volumen eines einzigen Proteins beschränkt werden.

#### Beispiele
Die höchste katalytische Effizienz haben Katalase (Zerlegung des Zellgiftes Wasserstoffperoxid), Acetylcholinesterase (schnelle Nervenleitung) und Carboanhydrase (Freisetzen von Kohlenstoffdioxid in der Lunge). Einige Zahlenangaben finden sich unter Wechselzahl.

### Maßeinheiten für die Enzymaktivität im Brauwesen
- Grad Windisch-Kolbach
- Grad Lintner
- Grad Pollak